# Raymundo Rodríguez
Pour les articles homonymes, voir Rodríguez.
Raymundo Rodríguez González (né le 15 avril 1905 et mort à une date inconnue) était un ancien footballeur mexicain qui évoluait au poste de milieu de terrain.

## Biographie
Il a évolué durant sa carrière au Club Deportivo Marte.
Surnommé El Mapache ou Momia, il participe à la Coupe du monde de football 1930 avec le Mexique où il ne joue qu'un seul match contre l'Argentine.